# Stanchezza del terreno

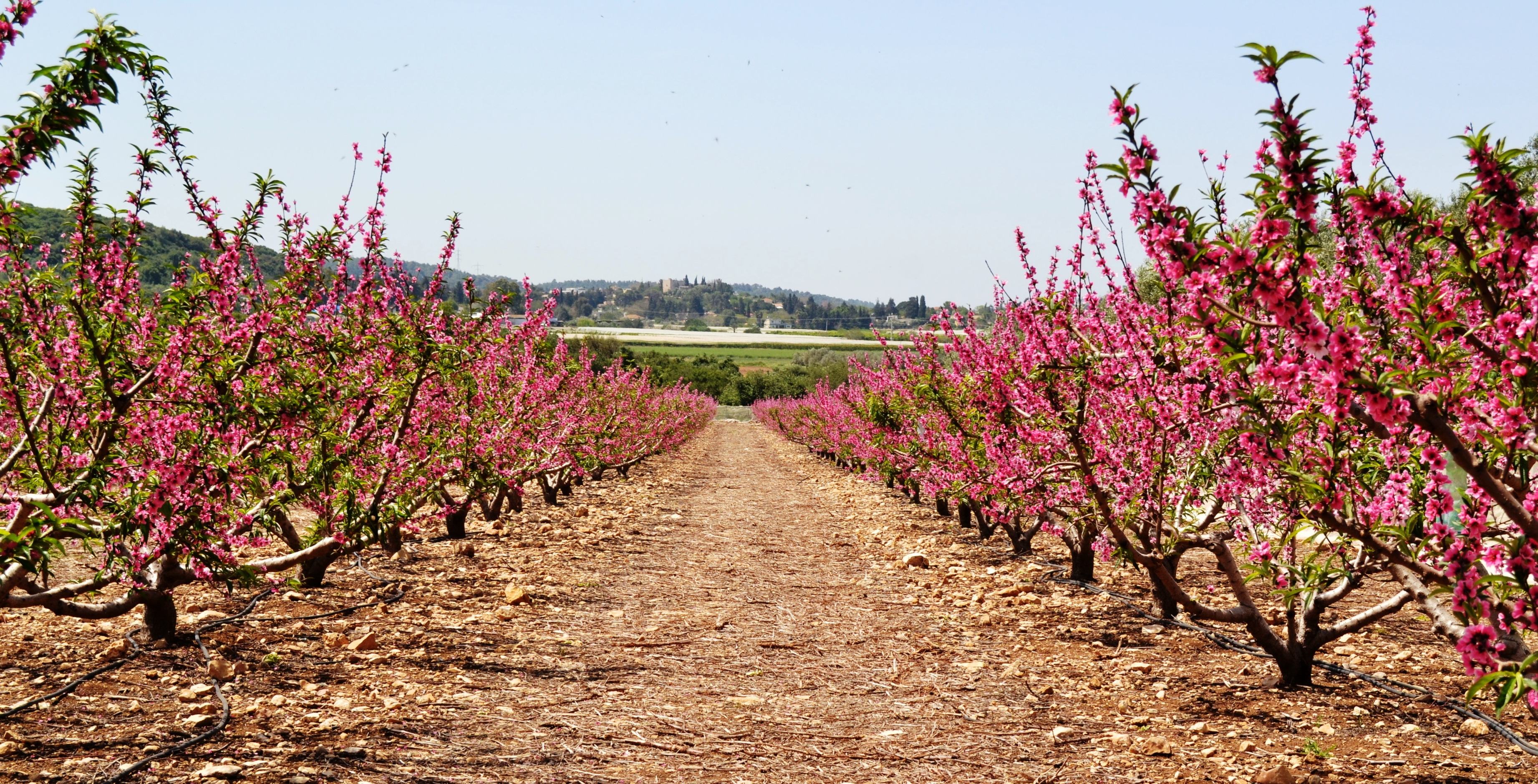
Il reimpianto del pesco favorisce la stanchezza del terreno a causa della produzione di amigdalina.

La stanchezza del terreno o sindrome da reimpianto è un fenomeno che si verifica generalmente nei terreni ove vengono realizzati impianti consecutivi utilizzando sempre la stessa specie o specie affini.
Di conseguenza le piante manifestano un minor accrescimento, ritardata entrata in produzione, addirittura possono arrivare alla morte. 

Il prof.Franco Zucconi, tra i maggiori studiosi del fenomeno, in un suo noto lavoro sul tema, definisce la stanchezza del terreno come 
.

## Cause
Generalmente le cause di questo fenomeno possono dipendere da fattori biotici, come batteri, virus, funghi, che si specializzano per quella coltura; può essere dovuta anche alla presenza di sostanze tossiche come l'amigdalina e la florizina, che sono glucosidi prodotti dagli apparati radicali delle piante stesse (allelopatia). Quest'ultimo riguarda il caso dell'erba medica dove il proprio apparato radicale produce vere e proprie tossine che vengono riversate nel terreno. Le tossine sono tali che riseminando (dopo 3-4 anni di ciclo vegetativo) altra erba medica, questa si sviluppa poco e male, quasi come se il terreno, appunto, fosse stanco di continuare ad ospitarle. Oppure da sostanze tossiche formatesi con anomale decomposizioni della sostanza organica o in condizioni di eccesso idrico, oppure ancora da squilibri nutrizionali con eccessi o carenze di elementi nutritivi. 
Alcuni studi svolti dal gruppo di ricerca coordinato dal Prof.Stefano Mazzoleni dell'Università Federico II di Napoli hanno dimostrato che lo stesso effetto tossico e specie-specifico riscontrato nei campi affetti da stanchezza del terreno, può essere ottenuto coltivando piante su substrati arricchiti con frammenti di DNA conspecifico.

## Risoluzione
Generalmente per risolvere questo problema si richiede di non effettuare monocolture e reimpianti della stessa specie, ma ricorrere a consociazioni e rotazioni colturali. La situazione può essere mitigata con l'utilizzo di nuovo terreno da immettere nelle buche, aggiunta di sostanza organica eterologa (di origine diversa dalla specie coltivata) o, nel caso delle colture arboree con l'utilizzo di inerbimenti permanenti. Negli impianti frutticoli altamente specializzati, dove la rotazione è particolarmente complessa a causa degli elevati costi degli impianti, il problema viene mitigato nel breve termine con il cambio frequente dei portainnesti.
Studi recentemente condotti in Italia e tuttora in corso stanno mostrando come l'utilizzo di tè di compost in fertirrigazione possa efficacemente contrastare il problema.
Un altro modo per risolvere il problema può essere la coltivazione di erba medica.